# Оскири
Оскири (итал. Oschiri) је насеље у Италији у округу Сасари, региону Сардинија.
Према процени из 2011. у насељу је живело 3327 становника. Насеље се налази на надморској висини од 205 м.

## Становништво
Према резултатима пописа становништва 2011. у општини је живело 3.436 становника.
| 1931. | 1936. | 1951. | 1961. | 1971. | 1981. | 1991. | 2001. | 2011. |
| ----- | ----- | ----- | ----- | ----- | ----- | ----- | ----- | ----- |
| 3.726 | 4.016 | 4.669 | 4.494 | 4.102 | 3.986 | 3.900 | 3.749 | 3.436 |